# Mulstek
Mulstek är en knop som består av ett halvslag kring en spira eller liknande, vars ena ända är fästad vid spiran med en annan knop, till exempel en timmerstek.
Knipen förhindrar slirning eller vippning, när spiran skall hissas eller firas.